# Juliane Seyfarth
Juliane Seyfarth (Eisenach, 19 februari 1990) is een Duitse schansspringster. Ze vertegenwoordigde haar vaderland op de Olympische Winterspelen 2018 in Pyeongchang.

## Carrière
Op de wereldkampioenschappen schansspringen 2011 in Oslo eindigde Seyfarth als 31e op de normale schans. In december 2011 scoorde de Duitse in Lillehammer bij haar wereldbekerdebuut, dit was de eerste wereldbekerwedstrijd voor vrouwen, direct wereldbekerpunten.
In februari 2015 behaalde ze in Râșnov haar eerste toptienklassering in een wereldbekerwedstrijd. In Falun nam Seyfarth deel aan de wereldkampioenschappen schansspringen 2015. Op dit toernooi eindigde ze als veertiende op de normale schans. Tijdens de Olympische Winterspelen van 2018 in Pyeongchang eindigde de Duitse als tiende op de normale schans.
Op 30 november 2018 boekte ze in Lillehammer haar eerste wereldbekerzege. Op de wereldkampioenschappen schansspringen 2019 in Seefeld eindigde Seyfarth als vierde op de normale schans. Samen met Ramona Straub, Carina Vogt en Katharina Althaus werd ze wereldkampioen in de landenwedstrijd, in de gemengde landenwedstrijd legde ze samen met Katharina Althaus, Markus Eisenbichler en Karl Geiger beslag op de wereldtitel.

## Resultaten

### Olympische Spelen
| Jaar | Plaats      | Resultaten |
| ---- | ----------- | ---------- |
| 2018 | Pyeongchang | 10e HS106  |

### Wereldkampioenschappen
| Jaar | Plaats  | Resultaten                                 |
| ---- | ------- | ------------------------------------------ |
| 2011 | Oslo    | 31e HS106                                  |
| 2015 | Falun   | 14e HS100                                  |
| 2019 | Seefeld | 4e HS109 · Team HS109 · Gemengd team HS109 |

### Wereldbeker
Eindklasseringen
| Seizoen   | Algm  | RAW   |
| --------- | ----- | ----- |
| 2011/2012 | 36e   |       |
| 2012/2013 | 44e   |       |
| 2013/2014 | 43e   |       |
| 2014/2015 | 16e   |       |
| 2015/2016 | 14e   |       |
| 2016/2017 | 29e   |       |
| 2017/2018 | 12e   |       |
| 2018/2019 | Brons | Brons |
| 2019/2020 | 11e   | 10e   |

Wereldbekerzeges
| Datum            | Plaats       | Schans |
| ---------------- | ------------ | ------ |
| 30 november 2018 | Lillehammer  | HS98   |
| 16 maart 2019    | Nizjni Tagil | HS97   |
| 17 maart 2019    | Nizjni Tagil | HS97   |
| 23 maart 2019    | Tsjaikovski  | HS102  |